# Chính sách thị thực của Albania

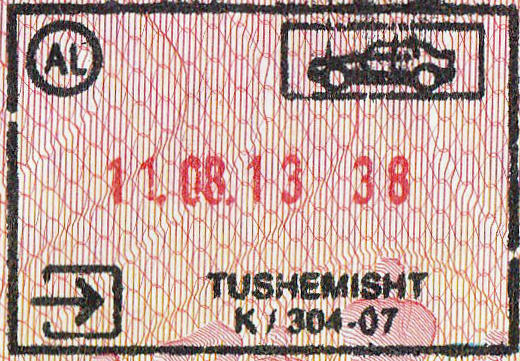
Dấu nhập cảnh Albania

Du khách đến Albania phải xin thị thực từ một trong những phái bộ ngoại giao của Albania trừ khi họ đến từ một trong những quốc gia được miễn thị thực.
Khi nhập cảnh cần có hộ chiếu. Tuy nhiên công dân của một số quốc gia hoặc vùng lãnh thổ có thể nhập cảnh với thẻ căn cước thay cho hộ chiếu. Hộ chiếu phải có thị thực ít nhất 3 tháng kể từ ngày nhập cảnh.
Chính sách thị thực của Albania giống với Chính sách thị thực của Khối Schengen. Nó miễn thị thực 90 ngày với tất cả các quốc gia trong Phụ lục II, trừ Dominica, Đông Timor, Gruzia, Grenada, Kiribati, Quần đảo Marshall, Micronesia, Palau, Saint Lucia, Saint Vincent và Grenadines, Samoa, Quần đảo Solomon, Tonga, Trinidad và Tobago, Tuvalu và Vanuatu. Nó cũng miễn thị thực thêm với một số quốc gia – Armenia, Azerbaijan, Kosovo, Kuwait và Thổ Nhĩ Kỳ.

## Bản đồ chính sách thị thực

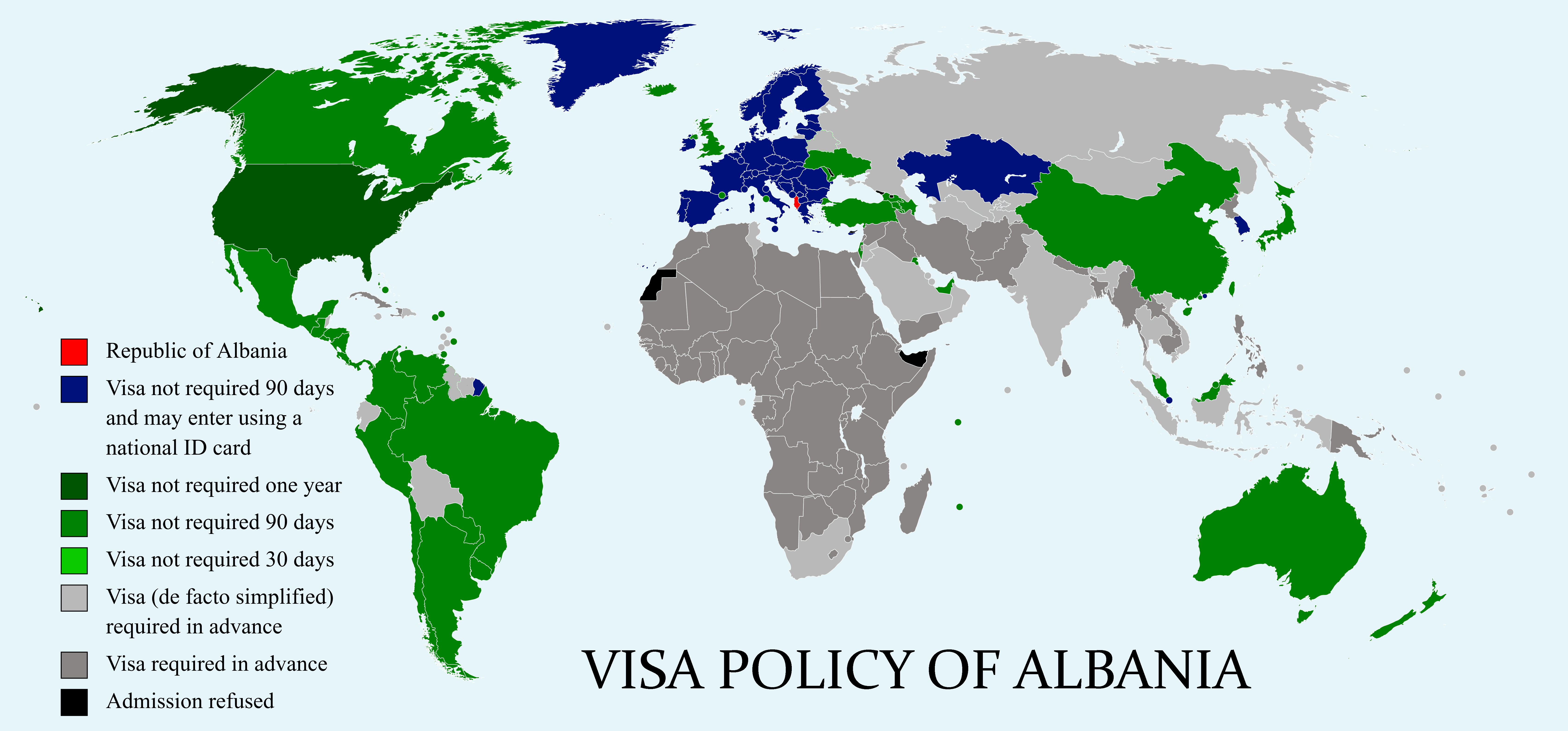
Chính sách thị thực của Albania
Albania
Miễn thị thực

## Miễn thị thực
Người sở hữu hộ chiếu (hoặc trong một số trường hợp là thẻ căn cước) của 80 quốc gia và vùng lãnh thổ sau có thể đến Albania mà không cần thị thực tối đa 90 ngày (trừ khi có chú thích):
| - Tất cả công dân Liên minh Châu Âu1 \| - Andorra - Antigua và Barbuda3 4 - Argentina - Armenia3 - Azerbaijan3 - Bahamas3 4 - Barbados3 4 - Bản mẫu:Country data Bosnsa và Hercegovina1 - Brazil - Brunei3 4 - Các Tiểu vương quốc Ả Rập Thống nhất3 - Canada - Chile - Colombia3 4 - Costa Rica3 4 - Đài Loan - El Salvador3 4 - Guatemala3 4 - Hàn Quốc1 - Hoa Kỳ5 6 - Honduras3 4 - Hồng Kông2 3 - Iceland - Israel - Kazakhstan2 3 - Kosovo[a]1 - Kuwait3 - Liechtenstein1 \| - Macao3 4 - Macedonia1 - Malaysia - Mauritius3 4 - Mexico3 4 - Moldova3 4 - Monaco1 - Montenegro1 - New Zealand - Nhật Bản - Nicaragua3 4 - Na Uy - Panama3 4 - Paraguay3 4 - Peru3 4 - Saint Kitts và Nevis3 4 - San Marino1 - Serbia - Seychelles3 4 - Singapore1 - Tòa Thánh - Thổ Nhĩ Kỳ3 - Thụy Sĩ1 - Ukraina3 - Úc - Uruguay3 4 - Venezuela3 4 \| \| | |  |
| - Andorra - Antigua và Barbuda3 4 - Argentina - Armenia3 - Azerbaijan3 - Bahamas3 4 - Barbados3 4 - Bản mẫu:Country data Bosnsa và Hercegovina1 - Brazil - Brunei3 4 - Các Tiểu vương quốc Ả Rập Thống nhất3 - Canada - Chile - Colombia3 4 - Costa Rica3 4 - Đài Loan - El Salvador3 4 - Guatemala3 4 - Hàn Quốc1 - Hoa Kỳ5 6 - Honduras3 4 - Hồng Kông2 3 - Iceland - Israel - Kazakhstan2 3 - Kosovo1 - Kuwait3 - Liechtenstein1 | - Macao3 4 - Macedonia1 - Malaysia - Mauritius3 4 - Mexico3 4 - Moldova3 4 - Monaco1 - Montenegro1 - New Zealand - Nhật Bản - Nicaragua3 4 - Na Uy - Panama3 4 - Paraguay3 4 - Peru3 4 - Saint Kitts và Nevis3 4 - San Marino1 - Serbia - Seychelles3 4 - Singapore1 - Tòa Thánh - Thổ Nhĩ Kỳ3 - Thụy Sĩ1 - Ukraina3 - Úc - Uruguay3 4 - Venezuela3 4 |  |

1 - có thể nhập cảnh bằng thẻ căn cước hoặc thẻ hộ chiếu Ireland.

2 - có thể nhập cảnh bằng thẻ căn cước hoặc thẻ căn cước thường trú Hồng Kông để ở lại tối đa 90 ngày trong mỗi chu kỳ 180 ngày 

3 - công dân của các quốc gia và vùng lãnh thổ này có thể được ở lại trên 90 ngày trong mỗi chu kỳ 180 phải xin thị thực loại "D".

4 - các quốc gia mà công dân của họ được miễn thị thực do "miễn thị thực cùng với khối Schengen".

5 - cho phép ở lại 1 năm không cần thị thực.

6 - có thể dùng thẻ hộ chiếu Hoa Kỳ nếu đến bằng đường hàng không

### Thị thực thay thế
Bất cứ du khách nào sở hữu hộ chiếu có hiệu lực, nhập cảnh nhiều lần và đã qua sử dụng được cấp bởi quốc gia thành viên khối Schengen, Hoa Kỳ, hoặc Anh Quốc có thể đến Albania không cần thị thực 90 ngày. Thị thực phải được sử dụng ít nhất một lần trước khi nhập cảnh Albania. Miễn thị thực cũng áp dụng với người sở hữu Thẻ Xanh có hiệu lực, người sở hữu thẻ cư trú của quốc gia khối Schengen, hoặc người ở hữu giấy tờ tị nạn và giấy tờ du hành của người vô quốc tịch được cấp bởi quốc gia thành viên EU hoặc EFTA.
Du khách người gốc Albanian được miễn thị thực 90 ngày trong mỗi chu kỳ 180 ngày.

### Hộ chiếu không phổ thông
Ngoài ra, người sở hữu hộ chiếu ngoại giao hoặc công vụ của Algérie, Trung Quốc, Ai Cập, Gruzia, Ấn Độ, Indonesia, Jordan, Mông Cổ, Maroc, Peru, Nga, Nam Phi và Việt Nam và người sở hữu hộ chiếu ngoại giao của Tunisia được miễn thị thực đến Albania.
Thỏa thuận miễn thị thực với hộ chiếu ngoại giao và công vụ được ký với Philippines, và chưa có hiệu lực.

### Chính sách qua lại
Công dân Albania được miễn thị thực đến một số quốc gia họ miễn thị thực trừ Argentina, Armenia, Úc, Azerbaijan, Bahamas, Brunei, Canada, Colombia, Costa Rica, El Salvador, Guatemala, Honduras, Ireland, Nhật Bản, Kazakhstan, Kuwait, Mauritius (thị thực tại cửa khẩu), Mexico, New Zealand, Nicaragua, Panama, Paraguay, Peru, Saint Kitts và Nevis, Đài Loan, Các Tiểu vương quốc Ả Rập Thống nhất, Anh Quốc, Hoa Kỳ và Venezuela.

## Xin thị thực
Công dân của những quốc gia cần xin thị thực phải xin tại các phái bộ ngoại giao của Albania sau (công dân của những quốc gia không có đại sứ quán của Albania nên thể liên hệ phái bộ ngoại giao gần nhất):
- Abu Dhabi: Oman, Yemen
- Ankara: Afghanistan, Georgia, Iran, Iraq, Kyrgyzstan, Tajikistan, Turkmenistan
- Bắc Kinh: Bangladesh, Campuchia, Trung Quốc, Ấn Độ, Indonesia, Mông Cổ, Nepal, Bắc Triều Tiên, Philippines, Sri Lanka, Thái Lan, Việt Nam
- Brasilia: Bolivia, Colombia, Cuba, Dominican Republic, Ecuador, Guyana, Haiti, Peru, Suriname
- Bucharest: Liberia, Maroc, Palestine
- Cairo: Cameroon, Congo, Ai Cập, Eritrea, Ethiopia, Gabon, Ghana, Guinea, Jordan, Kenya, Lebanon, Lesotho, Libya, Madagascar, Malawi, Mauritania, Mozambique, Namibia, Nigeria, Pakistan, Palestine, Rwanda, Sénégal, Sierra Leone, Somalia, Sudan, Syria, Tanzania, Togo, Tunisia, Uganda, Zambia, Zimbabwe
- Doha: Bahrain, Qatar
- Istanbul: Afghanistan, Congo, Gruzia, Guinea, Iran, Iraq, Liban, Lesotho, Libya, Madagascar, Malawi, Mauritania, Mozambique, Namibia, Nigeria, Pakistan, Rwanda, Sénégal, Sierra Leone, Syria, Tanzania, Togo, Tunisia, Turkmenistan, Uganda, Uzbekistan, Zambia, Zimbabwe
- Luân Đôn: Belize, Fiji, Bờ Biển Ngà, Jamaica, Maldives, São Tomé và Príncipe, Nam Phi, Trinidad và Tobago
- Madrid: Gibraltar, Peru
- Moskva: Belarus, Kyrgyzstan, Mông Cổ, Nga, Tajikistan, Turkmenistan, Uzbekistan
- Thành phố New York: Dominican Republic, Haiti, Jamaica
- Paris: Algérie, Benin, Botswana, Maroc, Sénégal
- Riyadh: Bahrain, Oman, Ả Rập Xê Út, Somalia, Yemen
- Rome: Angola, Burkina Faso, Gabon, Ghana, Guyana, Mali, Nam Phi
- Sofia: Cuba, Bắc Triều Tiên
- Tokyo: Fiji
- Warsaw: Belarus